# Morti nel 1580
| Questa pagina contiene informazioni ricavate automaticamente dalle voci biografiche con l'ausilio del template Bio e di un bot. L'aggiornamento è periodico e automatico e ricostruisce completamente la pagina. Se manca una persona in questa lista, sei pregato di non aggiungerla, ma accertati piuttosto che la sua voce biografica contenga il template Bio e che i dati anagrafici siano correttamente compilati. Se il template Bio manca, inseriscilo tu stesso o, in alternativa, metti l'avviso {{tmp\|Bio}} che ne segnala la mancanza. Se i dati riportati sono sbagliati, correggi direttamente la voce biografica; le modifiche saranno visibili in questa lista entro pochi giorni. Per chiarimenti vedi il progetto biografie. La lista contiene solo le 96 persone che sono citate nell'enciclopedia e per le quali è stato implementato correttamente il template Bio. Pagina aggiornata al 18 ago 2025. |

## Gennaio(6)
- 18 gennaio - Antonio Scandello, compositore italiano (n. 1517)
- 18 gennaio - Arcangelo de' Bianchi, cardinale e vescovo cattolico italiano (n. 1516)
- 21 gennaio - Luigi Gonzaga, nobile italiano (n. 1566)
- 22 gennaio - Bonifacio Agliardi, politico italiano (n. 1510)
- 25 gennaio - Willibald Imhoff, banchiere e mercante tedesco (n. 1519)
- 31 gennaio - Enrico I del Portogallo, cardinale, sovrano e arcivescovo cattolico portoghese (n. 1512)

## Febbraio(5)
- 1º febbraio - Vincenzo Massilla, giurista e politico italiano (n. 1499)
- 2 febbraio - Bessho Nagaharu, militare giapponese (n. 1558)
- 4 febbraio - Filippo Luigi I di Hanau-Münzenberg, tedesco (n. 1553)
- 20 febbraio - Rodrigo de Quiroga, generale spagnolo
- 24 febbraio - Henry FitzAlan, XIX conte di Arundel, nobile inglese (n. 1512)

## Marzo(1)
- 5 marzo - Şemsi Pascià, nobile ottomano

## Aprile(10)
- 1º aprile - Alonso Mudarra, compositore spagnolo (n. 1510)
- 2 aprile - Jerónimo Nadal, gesuita e teologo spagnolo (n. 1507)
- 20 aprile - Francesco Alciati, cardinale, vescovo cattolico e giurista italiano (n. 1522)
- 20 aprile - Ippolito Capilupi, vescovo cattolico italiano (n. 1511)
- 20 aprile - Antonio de Guzmán Zúñiga y Sotomayor, diplomatico spagnolo (n. 1514)
- 21 aprile - Íñigo López de Hurtado de Mendoza, nobile, militare e diplomatico spagnolo (n. 1512)
- 24 aprile - Philippine Welser, nobile austriaca (n. 1527)
- 26 aprile - Alfonso Maria Binarini, vescovo cattolico italiano (n. 1510)
- 27 aprile - Semiz Ahmed Pascià, politico ottomano (n. 1492)
- 27 aprile - Giovan Battista della Cerva, pittore italiano

## Maggio(3)
- 21 maggio - John Thynne, politico inglese (n. 1515)
- 22 maggio - Giberto VIII da Correggio, militare italiano (n. 1530)
- 31 maggio - Dorotea di Danimarca, danese (n. 1520)

## Giugno(3)
- 10 giugno - Luís de Camões, poeta portoghese
- 18 giugno - Giuliana di Stolberg, nobildonna tedesca (n. 1506)
- 22 giugno - Hernando de Acuña, poeta spagnolo (n. 1518)

## Luglio(2)
- 2 luglio - Ichijō Tadamasa, militare giapponese (n. 1560)
- 22 luglio - Hieronymus Lotter, mercante e politico tedesco

## Agosto(9)
- 1º agosto - Everardo Mercuriano, presbitero e religioso fiammingo (n. 1514)
- 7 agosto - Lala Kara Mustafa Pascià, generale e politico ottomano
- 9 agosto - Metrofane III di Costantinopoli, arcivescovo ortodosso bulgaro (n. 1520)
- 12 agosto - Luca Longhi, pittore italiano (n. 1507)
- 15 agosto - Vincenzo Borghini, filologo, religioso e scrittore italiano (n. 1515)
- 19 agosto - Andrea Palladio, architetto, teorico dell'architettura e scenografo italiano (n. 1508)
- 20 agosto - Girolamo Osorio, vescovo cattolico, teologo e storico portoghese (n. 1506)
- 28 agosto - Antonín Brus z Mohelnice, arcivescovo cattolico tedesco (n. 1518)
- 30 agosto - Emanuele Filiberto di Savoia, sovrano e generale italiano (n. 1528)

## Settembre(4)
- 3 settembre - Giovanni il Chiomato, religioso russo
- 15 settembre - Friedrich Risner, matematico e ottico tedesco (n. 1533)
- 19 settembre - Catherine Willoughby, nobildonna inglese (n. 1519)
- 20 settembre - Onorato II di Savoia-Villars, condottiero italiano (n. 1511)

## Ottobre(7)
- 1º ottobre - Giovanni II di Schleswig-Holstein-Haderslev, principe danese (n. 1521)
- 3 ottobre - Remigio Nannini, scrittore e religioso italiano (n. 1518)
- 8 ottobre - Carlo Belleo, filosofo italiano
- 8 ottobre - Hieronymus Wolf, umanista e storico tedesco (n. 1516)
- 12 ottobre - Ferdinando Ferrero-Fieschi, vescovo cattolico italiano (n. 1536)
- 26 ottobre - Anna d'Asburgo, sovrana (n. 1549)
- 28 ottobre - Maria di Savoia, nobile italiana (n. 1556)

## Novembre(7)
- 3 novembre - Jerónimo Zurita y Castro, storico spagnolo (n. 1512)
- 3 novembre - Şah Sultan, principessa ottomana (n. 1543)
- 6 novembre - Gianfilippo Ingrassia, medico e anatomista italiano (n. 1510)
- 8 novembre - Iseppo da Porto, politico italiano
- 16 novembre - Maria Giacomina di Baden, nobile tedesca (n. 1507)
- 21 novembre - Hayashi Hidesada, militare giapponese
- 30 novembre - Alessandro Mattei, criminale e nobile italiano

## Dicembre(5)
- 1º dicembre - Giovanni Gerolamo Morone, cardinale e vescovo cattolico italiano (n. 1509)
- 14 dicembre - Fuwa Mitsuharu, militare giapponese
- 22 dicembre - Giovanni Boccalini, architetto italiano
- 23 dicembre - Gerard van Groesbeeck, cardinale e vescovo cattolico belga (n. 1517)
- 24 dicembre - Afonso Álvares, architetto portoghese (n. 1501)

## Senza giorno specificato(34)
- Marcello Alberini, funzionario (n. 1511)
- Shlomo Halevi Alkabetz, poeta e rabbino turco (n. 1500)
- Baltasar Álvarez, mistico spagnolo (n. 1533)
- Ashina Moriuji, militare giapponese (n. 1521)
- Giovanni Beccaria, presbitero e docente svizzero (n. 1508)
- Antonio Berga, medico e filosofo italiano (n. 1535)
- Luca Bertelli, tipografo italiano (n. 1550)
- Antoinette d'Aubeterre, nobile francese (n. 1532)
- Pedro de Campaña, pittore fiammingo (n. 1503)
- Prospero Caravita, giurista italiano
- Giulio Cesare Colonna di Sciarra, I principe di Palestrina, nobile italiano
- Valerio Corte, pittore, mercenario e alchimista italiano (n. 1530)
- Fernão Vaz Dourado, cartografo portoghese (n. 1520)
- Valborg Eriksdotter, svedese (n. 1545)
- Giovanni Fabrini, grammatico, linguista e umanista italiano (n. 1516)
- Fatma Sultan, principessa ottomana (n. 1558)
- Alessandro Gonzaga, condottiero italiano (n. 1520)
- Martín González, religioso e scrittore spagnolo (n. 1515)
- John Heywood, poeta, drammaturgo e aforista inglese (n. 1497)
- Raphael Holinshed, scrittore e storiografo inglese (n. 1529)
- George Howard, politico, diplomatico e scrittore inglese (n. 1519)
- Ruy López de Segura, scacchista e monaco cristiano spagnolo (n. 1530)
- Ludovico II Mattei, nobile e politico italiano
- Giovanni da Monte, pittore e decoratore italiano (n. 1500)
- Nihonmatsu Yoshikuni, militare giapponese (n. 1521)
- Camillo Porzio, storico e avvocato italiano (n. 1526)
- Sigismondo de' Rossi, generale e condottiero italiano (n. 1524)
- Gabrio Serbelloni, condottiero italiano (n. 1508)
- Shibata Naganori, militare giapponese (n. 1538)
- Orazio Toscanella, scrittore italiano (n. 1510)
- Onofrio Zeffirini, organaro italiano (n. 1510)
- Moses Almosnino, rabbino greco (n. 1515)
- Cristóbal de Molina el almagrista, religioso e scrittore spagnolo (n. 1494)
- Anne de Pisseleu d'Heilly, nobile francese (n. 1508)